# Jupiter fierbinte

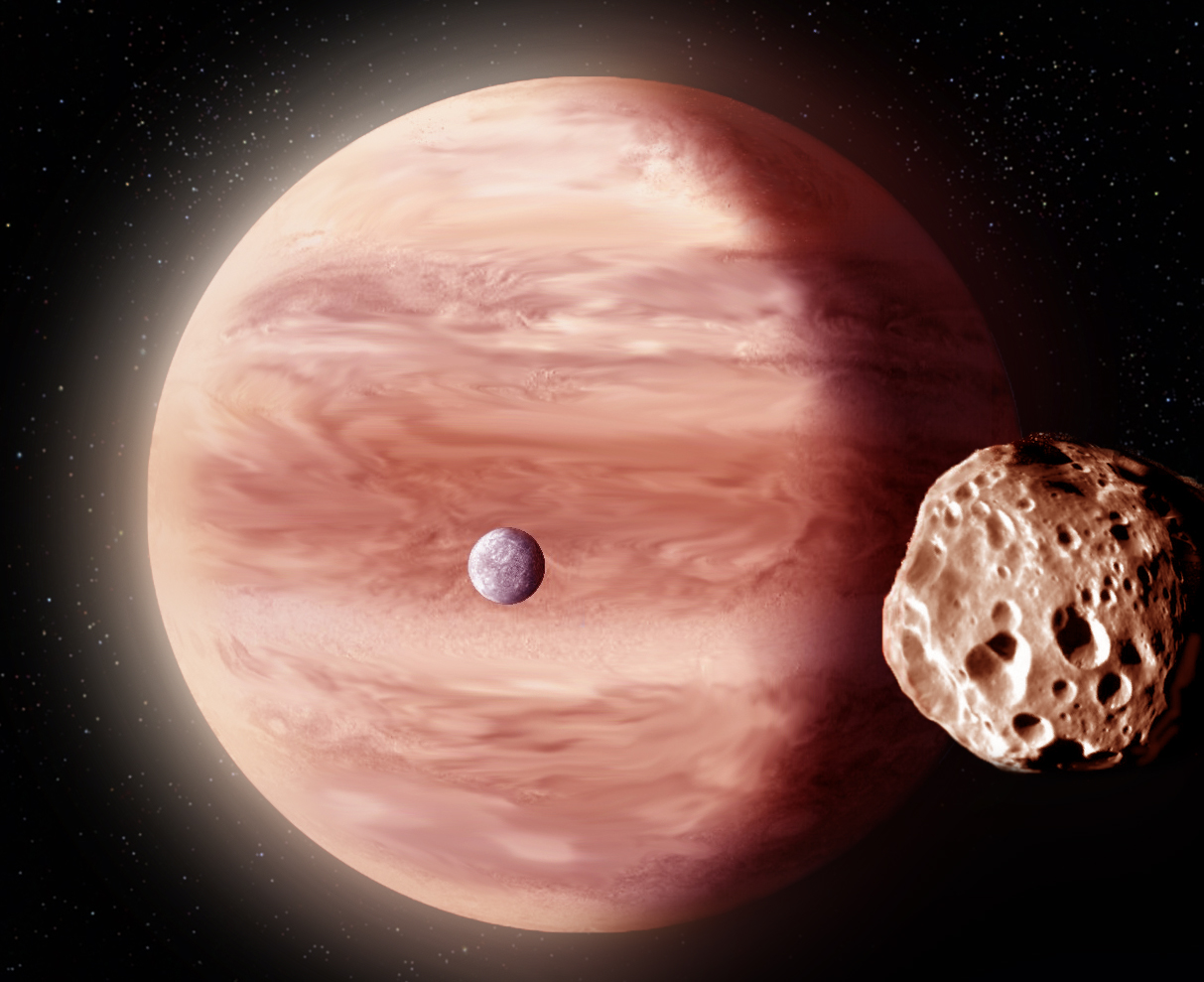
Reprezentare artistică a unui Jupiter fierbinte cu doi sateliți mici. Halo-ul luminos este atmosfera planetei care se evaporă în apropierea sa extremă de stea.

O planetă Jupiter fierbinte este o exoplanetă gigantă gazoasă asemănătoare fizic cu Jupiter, dar care are o perioadă orbitală foarte scurtă (P < 10 zile). O planetă Jupiter fierbinte tipică  este de opt ori mai aproape de suprafața stelei sale decât este Mercur de Soare. Apropierea de steaua ei și temperaturile ridicate ale atmosferei de suprafață au dus la denumirea de „Jupiter fierbinte”.
Cel mai cunoscut Jupiter fierbinte și modelul de bază al acelei clase de planete este 51 Pegasi b.  Descoperită în 1995, a fost prima planetă extrasolară găsită orbitând o stea asemănătoare Soarelui.  51 Pegasi b are o perioadă orbitală de 4 zile.

## Jupiter ultra-fierbinte
Planetele de tip Jupiter ultra-fierbinte sunt planete de tip Jupiter fierbinte cu o temperatură în timpul zilei mai mare de 2200 K. În astfel de atmosfere, majoritatea moleculelor se disociază în atomii lor constitutivi și circulă până vine noaptea, când se recombină în molecule.